# Alnus orientalis
Alnus orientalis — вид квіткових рослин з родини березових. Поширення: Кіпр, Іран, Ліван, Сирія, Палестина, Туреччина.

## Біоморфологічна характеристика
Дерево до 25 м. Кора гладка, від світло- до темно-сірого, гладка або тріщинувата, іноді жолобчаста. Гілочки від зелених до коричневих, від голих до запушених, округлі в перерізі або кутасті. Листя від яйцеподібного до еліптичного, (2.5)4–11 × 2–6 см, верхівка загострена або різко довгозагострена, тупа, основа клиноподібна, усічена до закруглених, краї хвилясті, поодиноко до подвійно зубчасті з дрібними мукронатними зубцями; пластинка плоска, шкіряста, матова до блискучої, часто з білуватим смолистим нальотом, зверху гола, знизу гола з опушеними жилками та волосистими домаціями, залозиста, 6–10 пар чергових жилок, сильно вдавлена знизу, зверху плоска; ніжка листка 2–4 см, тонка, від голого до запушеного, від жовтувато-зеленого до червоного. Тичинкові суцвіття у верхівкових суцвіттях по 2–4(6), кожне розміром 25–30 × 4 мм протягом зими, що збільшуються до 40–65 × 8–12 мм під час цвітіння, майже прямовисні або пониклі під час цвітіння. Маточкові суцвіття розташовані нижче чоловічих, зібрані в суцвіття по 1–4, 40–120 × 4–7 мм під час цвітіння. Плід яйцеподібний, (7)15–25 × 10–20 мм, дозріває від зеленого до чорного кольору, приквітки дерев'янисті, з чотирма розлогими рівними округлими частками, з п'ятою часткою на кінці з мукронатним кінчиком. Насіння п'ятигранне, 2 мм, без перетинчастого крила або з потовщеним шкірястим обідком. Цвіте з січня по березень, плоди з жовтня.

## Середовище
Цей вид спостерігається на берегах річок, у долинах, болотах і часто поблизу джерел. Він швидко та легко росте на деградованих ґрунтах лісових екосистем. Частина поширення цього виду зустрічається в гікранських лісах Ірану. Ці ліси скорочуються через зростання популяції, надмірне випасання худоби та частіші пожежі.

## Використання
Немає інформації про використання або торгівлю цим видом.

## Галерея

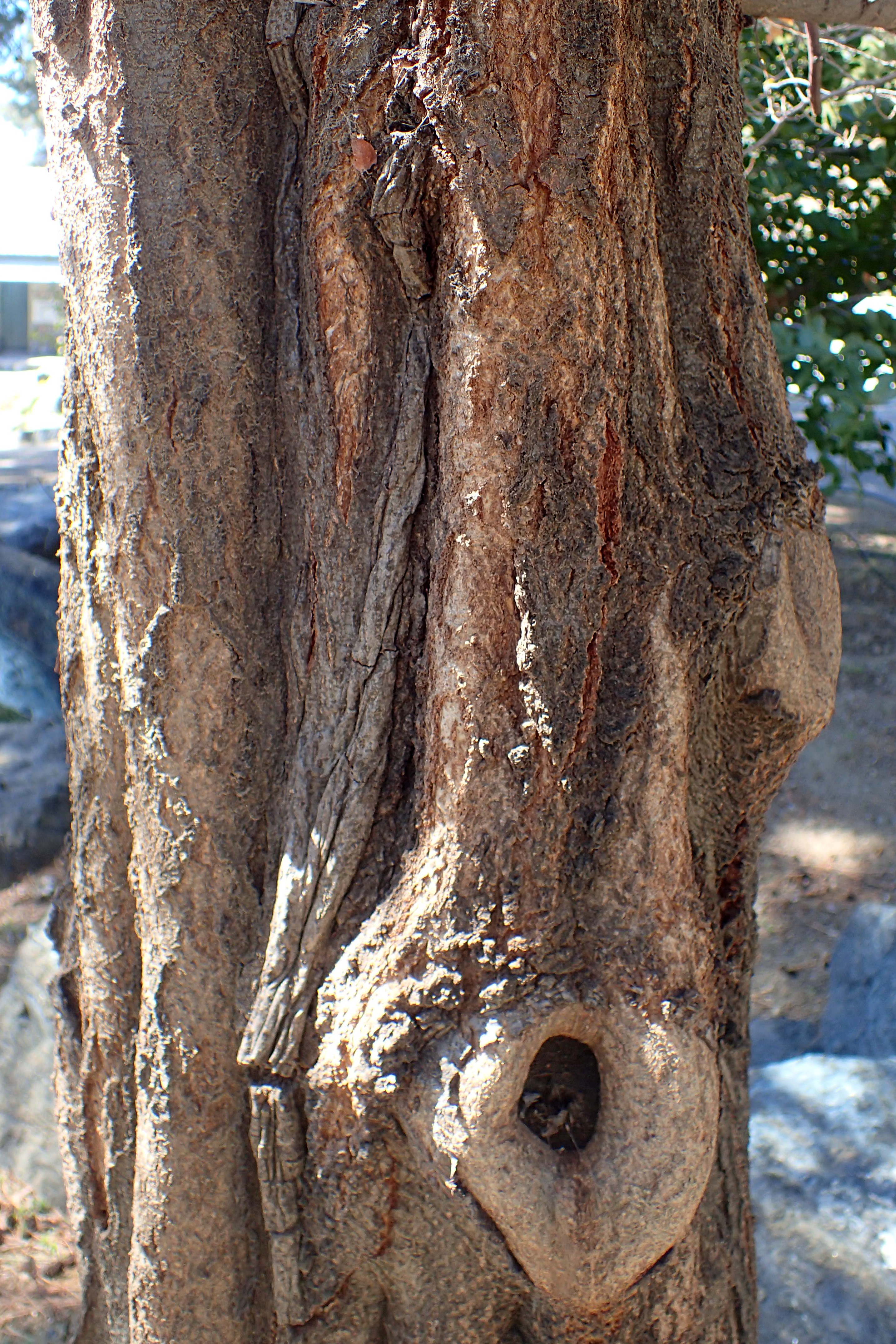
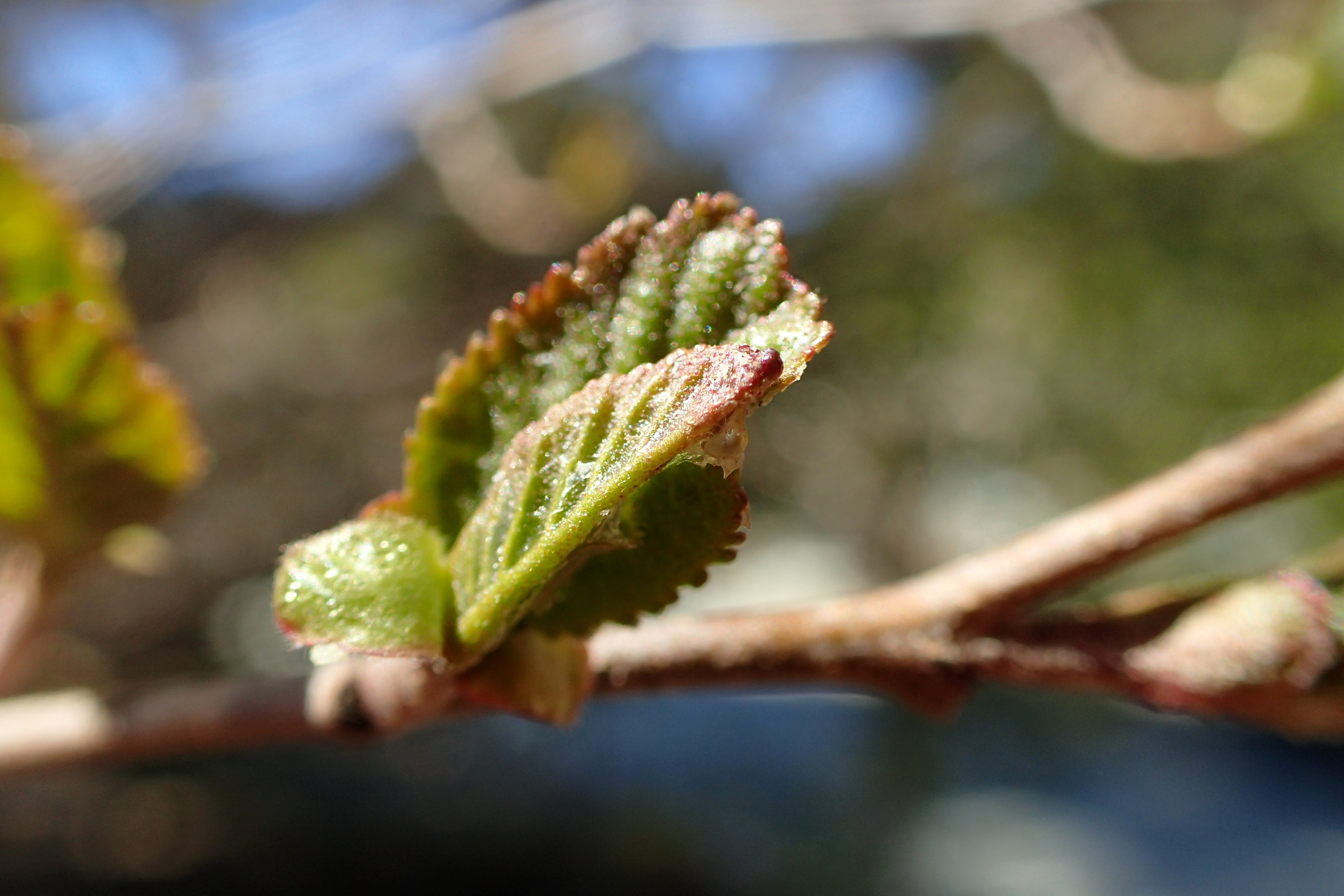
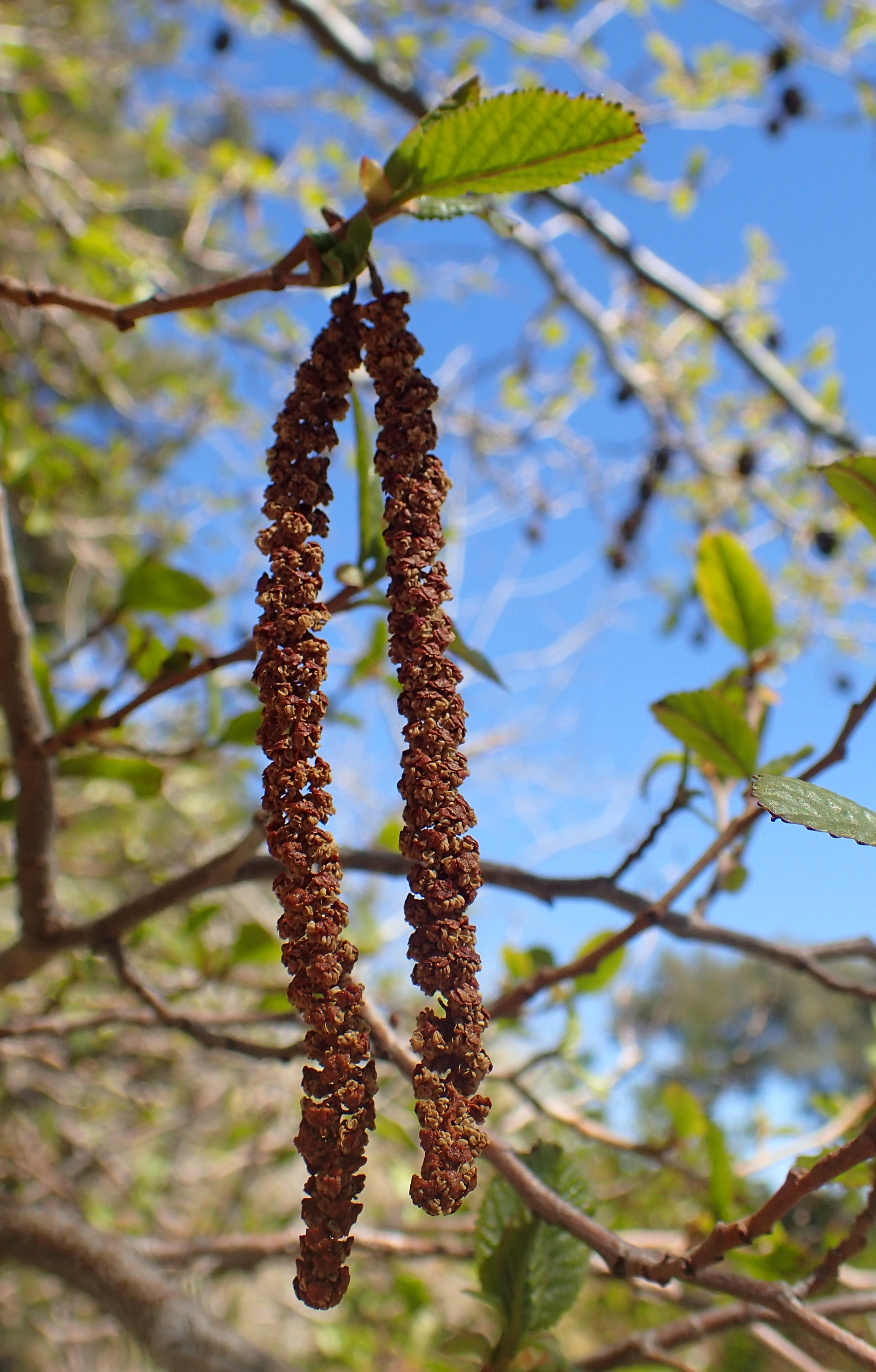
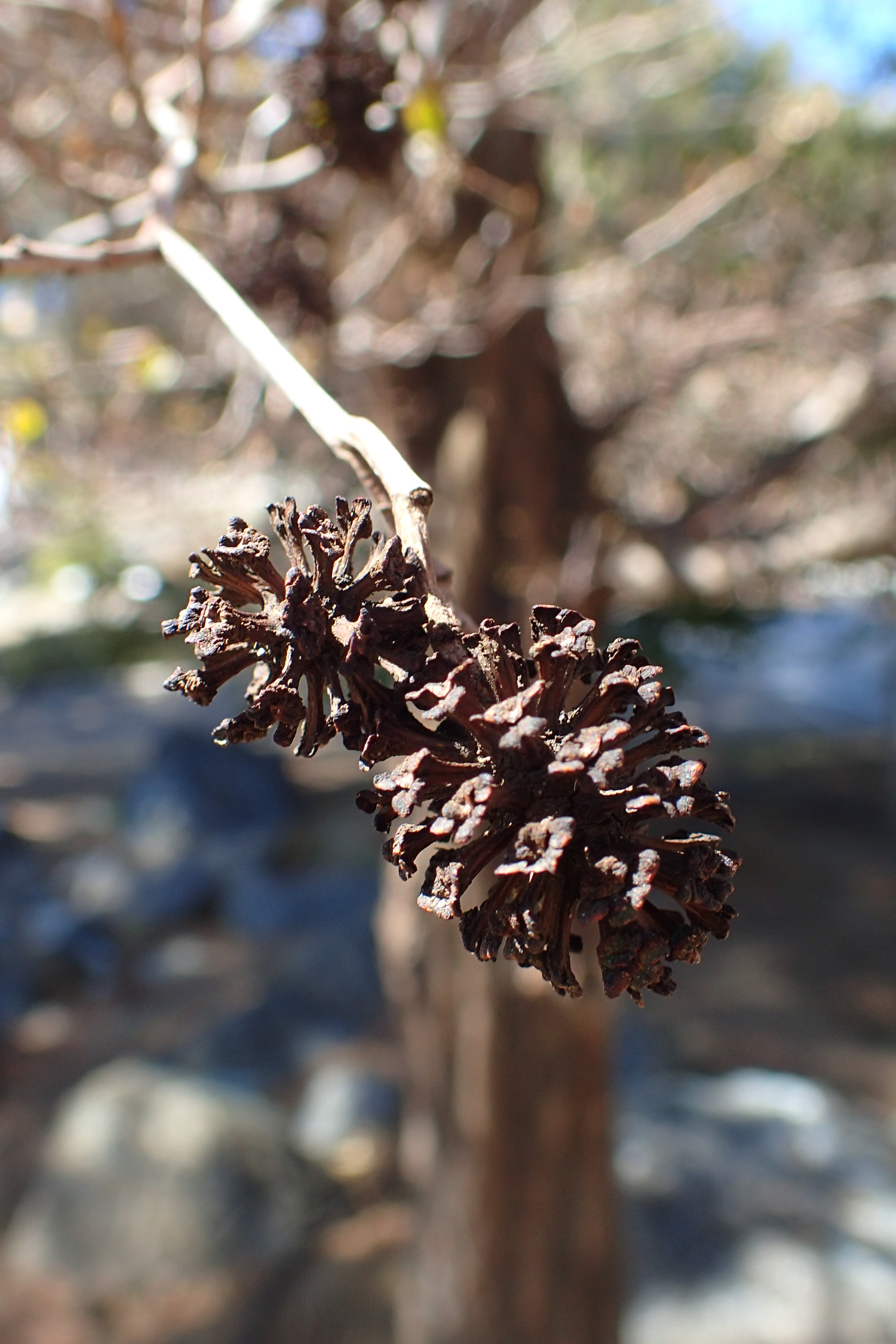